# 주창욱
주창욱(1985년 8월 21일 ~ )은 대한민국의 배우이자 기술관련종사자이다.

## 영화
- (2019년) 《양자물리학》
- (2020년) 《히트맨》 ... 제이슨부하 19 역
- (2020년) 《강철비 2: 정상회담》
- (2020년) 《오케이 마담》
- (2025년) 《히트맨2》 ... 피에르 쟝 부하 1 역

## 드라마
- 2014년~2015년 MBC 《오만과 편견》 ... 조폭 2 역